# Арцвашен
Арцвашен (јерм. Արծվաշեն) или Башкенд (азер. Başkənd) је де јуре јерменска ексклава на територији Азербејџана, која је у административном смислу део марза Гехаркуник. Међутим де факто ексклава је од августа 1992. и рата у Нагорно-Карабаху под контролом Азербејџана и део је Кедабекског рејона. 
Површина ексклаве је око 40 км². У селу је до 1992. живело око 4.000 Јермена, а данас је то село готово ненасељено.
У Совјетско доба насеље је било познато по изради ћилима.